# Société thomiste
La Société thomiste è un'associazione accademica di studi teologici e filosofici che dipende dalla provincia ecclesiastica francese dell'Ordine dei Predicatori. Fu fondata nel 1921 dai domenicani rifugiatisi a Saulchoir, nel XIII arrondissement di Parigi, dove ha attualmente sede.
Fu fondata da Pierre Mandonnet, O.P. (1858-1936), che fu il suo primo presidente, con vice-presidente Jacques Maritain.

## Attività
Dal 1924 al 1965 curò la pubblicazione del Bulletin thomiste, periodico di teologia cattolica e filosofia neotomista edito esclusivamente in lingua francese. In modo analogo a Revue thomiste, anche il Bulletin thomiste nacque sulla scia degli appelli e richiami dell'enciclica Aeterni Patris di papa Leone XIII, con l'obbiettivo di rivitalizzare e riattualizzare la vita e l'opera di san Tommaso d'Aquino alla luce dei progressi della ricerca accademica. L'ultimo numero del bollettino fu dato alle stampe nel '65, arrivando al tredicesimo volume.
Nel 1966 la rivista fu dismessa e sostituita da Rassegna di letteratura tomistica, pubblicata in francese col titolo di Revue de littérature thomiste. In segno di continuità con la precedente testata, fu raccolta proprio a partire dal volume 13, ma si trattava di una rivista multilingue, internazionale e gestita centralmente dall'Angelicum di Roma e dai domenicani della provincia di Napoli. Per i successivi trent'anni ebbe come suo principale redattore padre Clemens Vansteenkiste (1910-1987) O.P., membro della Commissione leonina.

L'ultimo numero di Rassegna di letteratura tomistica uscì nel 1996.
La Società tomista, la Commissione leonina e il Centro studi rimasero i tre poli di studio e ricerca sulla teologia e la filosofia medievale, afferenti allo studium di Saulchoir. La sua produzione è pubblicata dalla casa editrice Librairie Vrin all'interno della collana Bibliothèque thomiste. Annualmente organizza le Journées Saint-Thomas, giornate di studio rivolte a accademici, ricercatori e persone interessate al tomismo.